# KUD Idijoti
KUD Idijoti  su bili punk sastav iz Pule. Osnovao ih je gitarist i frontmen sastava Sale Veruda 2. veljače 1981. u Puli.

## Povijest sastava
KUD Idijoti su osnovani 2. veljače 1981. Širu popularnost su stekli 1987. nakon što su pobijedili na Omladinskom festivalu u Subotici u konkurenciji 300-injak sastava, nakon čega kreću s nastupima u Švicarskoj, Njemačkoj, Mađarskoj i Italiji. Upravo u Italiji, u Reggiu Calabriji na festivalu mediteranskih zemalja je gotovo došlo do međunarodnog incidenta, nakon što su "karabinjeri" (talijanski policajci) prekinuli izvođenje pjesme "Bandiera rossa". 
Svoj prvi album, Bolivia R'N'R, kompilaciju prva tri singla, te tri do tad neobjavljene pjesme, objavljuju u siječnju 1990. za nezavisnu njemačku izdavačku kuću "Incognito Records". Već u svibnju iste godine objavljuju i idući album Mi smo ovdje samo zbog para, koji je i do danas ostao njihov najprodavaniji. Zbog raspada SFRJ nakratko je odgođeno objavljivanje njihovog trećeg albuma Glupost je neuništiva, koji na kraju izdat 1992. Iduće godine objavljuju album Tako je govorio Zaratusta, koji je ujedno bio i njihov prvi album objavljen na CD-u. Na njemu se našla jedna od najpoznatijih pjesama KUD Idijota, "Za tebe", kao i "O Bella Ciao".
Godine 1994. sastav je krenuo na turneju po Njemačkoj, Švicarskoj i Makedoniji, te su nastupali i na EuroWoodstocku u Budimpešti. Posebno se izdvaja i koncert 10. listopada iste godine u ljubljanskoj dvorani
Tivoli, na kojem su KUD Idijoti svirali kao predgrupa slavnim Ramonesima.
Iduće godine objavljuju CD Istra ti materina u suradnji s pulskim sastavom Gori Ussi Winnetou. Odmah po objavljivanju albuma Radio Pazin je zabranio njegovo izvođenje zbog pjesme "Turbo cattolico" u kojoj se spominje pazinski inkvizitor. Sastavu, koji je i prije bio zabranjivan i cenzuriran, ista stvar se dogodila i nakon intervjua u tjedniku "Feral Tribune", nakon čega su zabranjeni na Radio Puli, te regionalnom dnevniku "Glasu Istre".
Unatoč tome, sastav 1995. objavljuje album Megapunk, a godinu kasnije i EP Fuck. Megapunk i Fuck su osim domaćih pozitivnih recenzija, dobili dobre kritike i u američkom "MR'n'R"-u, te njemačkom Oxu. Početkom 1997. sastav potpisuje za diskografsku kuću Dancing Bear, te objavljuju album Cijena ponosa. Krajem 1999. objavljuju Gratis hits live, album s nastupa u pulskom klubu Uljanik, povodom svog 18. rođendana. Nakon toga iz benda odlaze basista dr Fric i bubnjar Ptica no bend nastavlja s daljnjim koncertnim aktivnostima. KUD Idijoti su ostali popularni i u ostalim bivšim zemljama Jugoslavije, te su nastupali u Beogradu, Novom Sadu, te Skoplju.
Posljednji album Remek-djelo KUD Idijoti su objavili 2001., a za pjesmu "Baj baj bejbe" je snimljen i spot. U sklopu promocije albuma, sastav je krenuo na turneju. 
Osim s Francijem Blaškovićem, članovi sastava su surađivali i s Petrom Lovšinom, pjevačem slovenskog punk sastava Pankrti, Šajetom i Hladnim pivom
Godine 2011. pjevaču Branku Črncu "Tusti" dijagnosticiran je rak pluća i grla, te sastav objavljuje da prestaje s aktivnim radom. Održano je nekoliko humanitarnih koncerata kojima su se prikupljala sredstva za pomoć u liječenju, međutim Tusta je od posljedica bolesti preminuo 14. listopada 2012. u 57-oj godini života.
Par dana nakon njegove smrti gitarist i osnivač KUD Idijota Sale Veruda izjavljuje kako s Tustom umiru i KUD Idijoti te kako nikakvih promjena sastava neće biti, već da sastav definitivno prestaje postojati.

## Članovi
Zadnja postava
- Branko Črnac Tusta – vokali (1985.-2012.)
- Sale Veruda – gitara, prateći vokali (1981.-2012.)
- Davor Zgrabljić – bas-gitara, prateći vokali (1981.-1985., 1999.-2012.)
- Dejan Gotal – bubnjevi (2000.-2012.)

Prijašnji članovi
- Diego Bozusco Ptica – bubnjevi (1985.–1999.)
- Nenad Marjanović Fritz – bas-gitara (1985.–1999.)
- Kristijan Bijažić Picek – bubnjevi (1999.–2000.)
- Egidio Rocco – bubnjevi (1981.-1985.)
- Marino Piuko – gitara (1981.)

## Diskografija
- Legendarni u živo (uživo, 1986.)
- Bolje izdati ploču nego prijatelja (EP, 1987.)
- Lutke na koncu (EP, 1987.)
- Hoćemo cenzuru (EP, 1988.)
- Live in Biel (uživo, 1988.)
- Bolivia R'N'R (1989.)
- Mi smo ovdje samo zbog para (1990.)
- Đuro was sold out (video, 1991.)
- Glupost je neuništiva (1992.)
- Tako je govorio Zaratusta (1993.)
- Istra ti materina (1995.)
- Megapunk (1995.)
- Fuck (EP, 1996.)
- Single collection vol 1 (kompilacija, 1997.)
- Cijena ponosa (1997.)
- Gratis hits live! (uživo, 1999.)
- Remek-djelo (2001.)

## Dokumentarni filmovi
- Tusta (2019.)

## Vanjske poveznice
- Službena stranica